# Beschuit

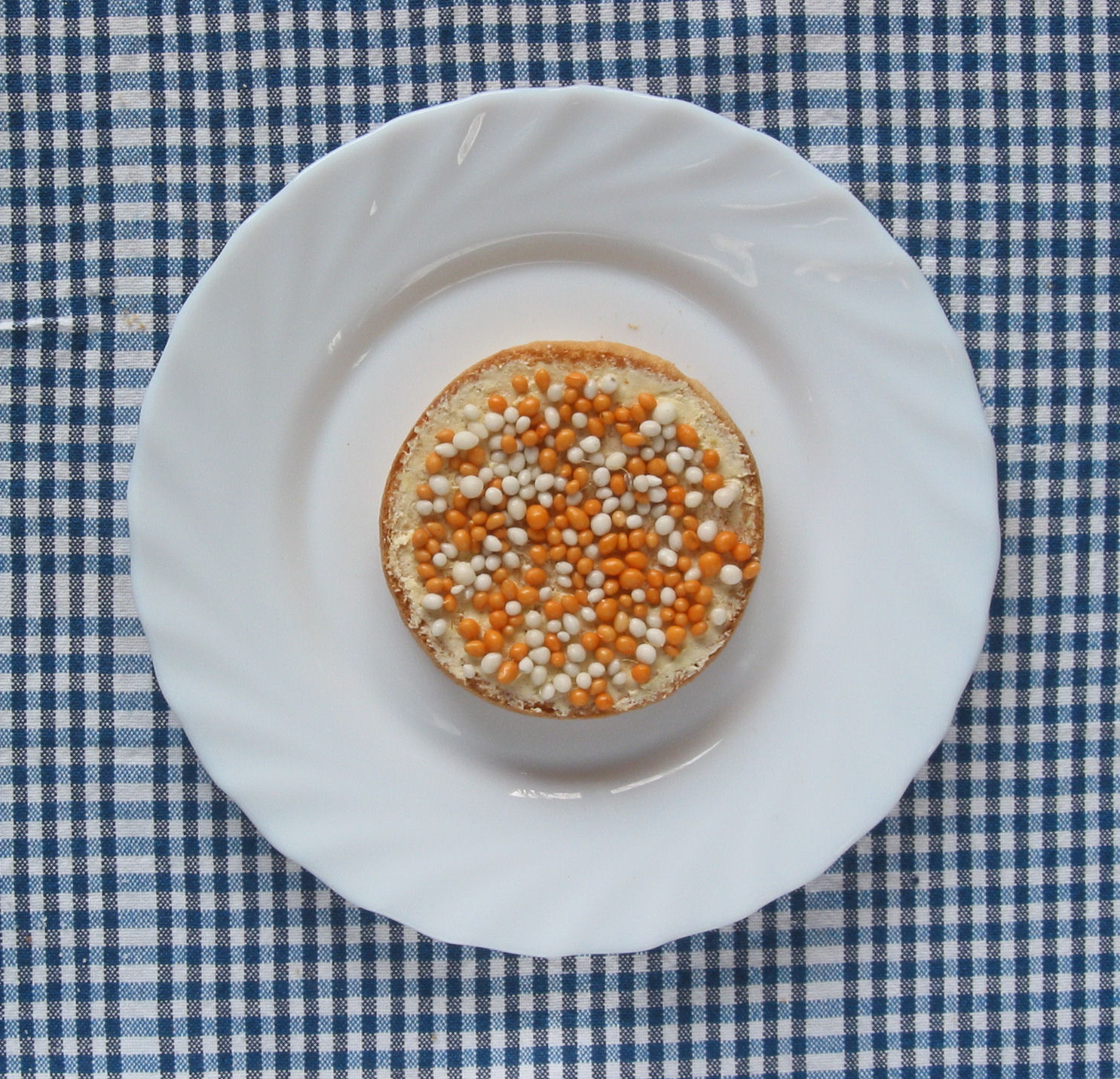
Beschuit met muisjes

Beschuit  é um alimento muito tradicional da culinária holandesa. São torradas redondas que se preparam com pão de forma cilíndrico.